# Блеквелл (Техас)
Блеквелл (англ. Blackwell) — місто (англ. city) в США, в округах Нолан і Коук штату Техас. Населення — 258 осіб (2020).

## Географія
Блеквелл розташований за координатами 32°5′6″ пн. ш. 100°19′10″ зх. д. / 32.08500° пн. ш. 100.31944° зх. д. (32.085054, -100.319357).  За даними Бюро перепису населення США в 2010 році місто мало площу 1,53 км², уся площа — суходіл.

## Демографія
Згідно з переписом 2010 року, у місті мешкало 311 осіб у 133 домогосподарствах у складі 86 родин. Густота населення становила 203 особи/км².  Було 167 помешкань (109/км²).
Расовий склад населення:
| - 91,0 % — білих - 2,6 % — корінних американців - 3,9 % — осіб інших рас |

До двох чи більше рас належало 2,6 %. Частка іспаномовних становила 11,6 % від усіх жителів.
За віковим діапазоном населення розподілялося таким чином: 26,7 % — особи молодші 18 років, 52,1 % — особи у віці 18—64 років, 21,2 % — особи у віці 65 років та старші. Медіана віку мешканця становила 44,2 року. На 100 осіб жіночої статі у місті припадало 100,6 чоловіків;  на 100 жінок у віці від 18 років та старших — 101,8 чоловіків також старших 18 років.
Середній дохід на одне домашнє господарство  становив 58 547 доларів США (медіана — 48 571), а середній дохід на одну сім'ю — 70 960 доларів (медіана — 65 500). Медіана доходів становила 42 857 доларів для чоловіків та 31 750 доларів для жінок. За межею бідності перебувало 11,5 % осіб, у тому числі 15,3 % дітей у віці до 18 років та 0,0 % осіб у віці 65 років та старших.
Цивільне працевлаштоване населення становило 158 осіб. Основні галузі зайнятості: освіта, охорона здоров'я та соціальна допомога — 33,5 %, сільське господарство, лісництво, риболовля — 17,1 %, будівництво — 15,8 %.